# Василюк Сергій Юрійович

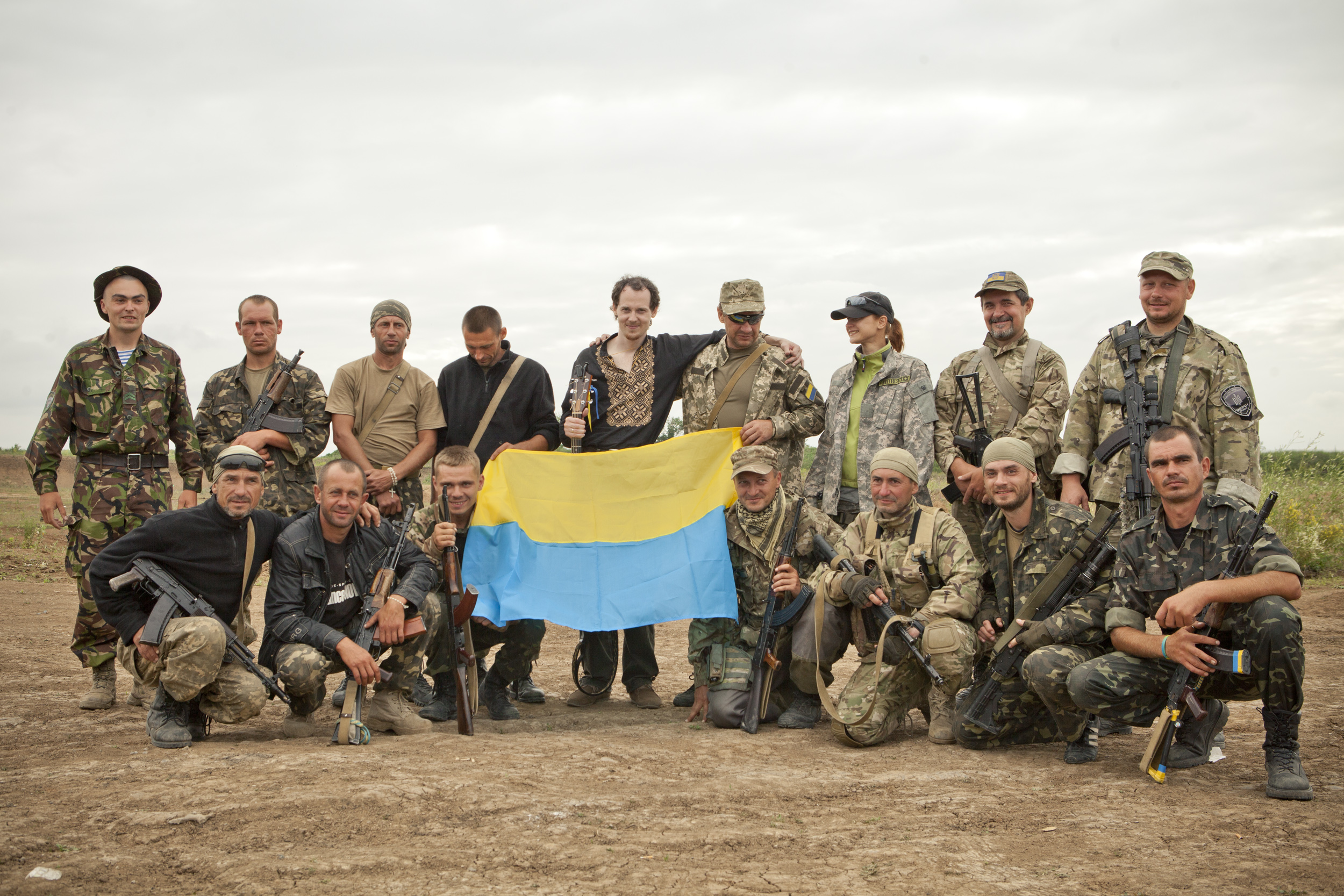
Добровольці підрозділу «Сармат» та лідер і засновник гурту «Тінь Сонця» Сергій Василюк на позиції «Берлога», червень 2015 р.

Сергій Юрійович Василюк (нар. 9 червня 1983, Київ) — фронтмен і засновник гурту «Тінь Сонця», автор більшості пісень гурту та виконавець культових пісень «Меч Арея» та «Козаки», військовослужбовець.
Член політичної партії «Народовладдя» та Історичного клубу «Холодний Яр».

## Життєпис

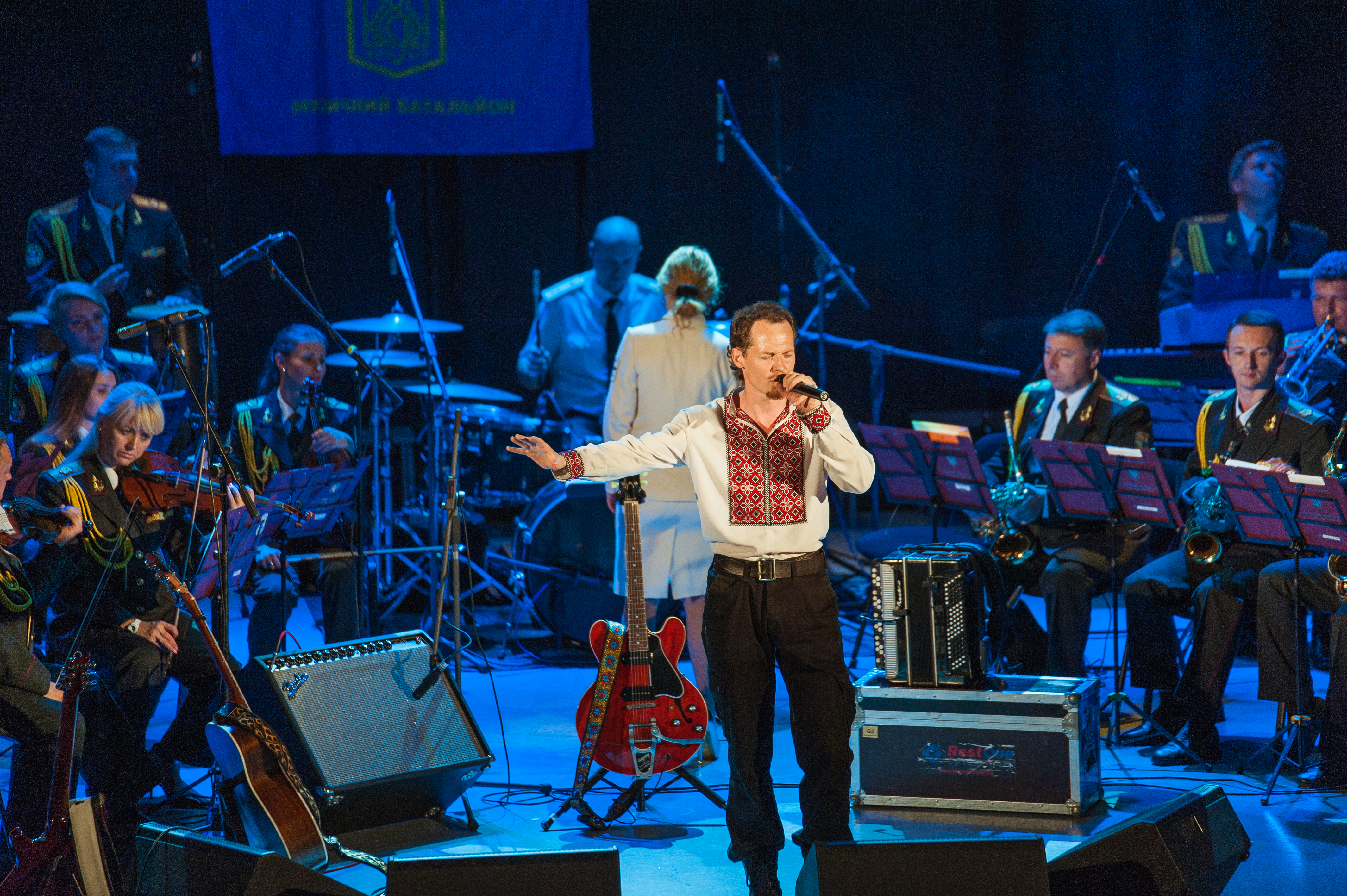
Сергій Василюк. Виступ із Заслуженим Академічним Ансамблем пісні і танцю ЗСУ, 2016 р.

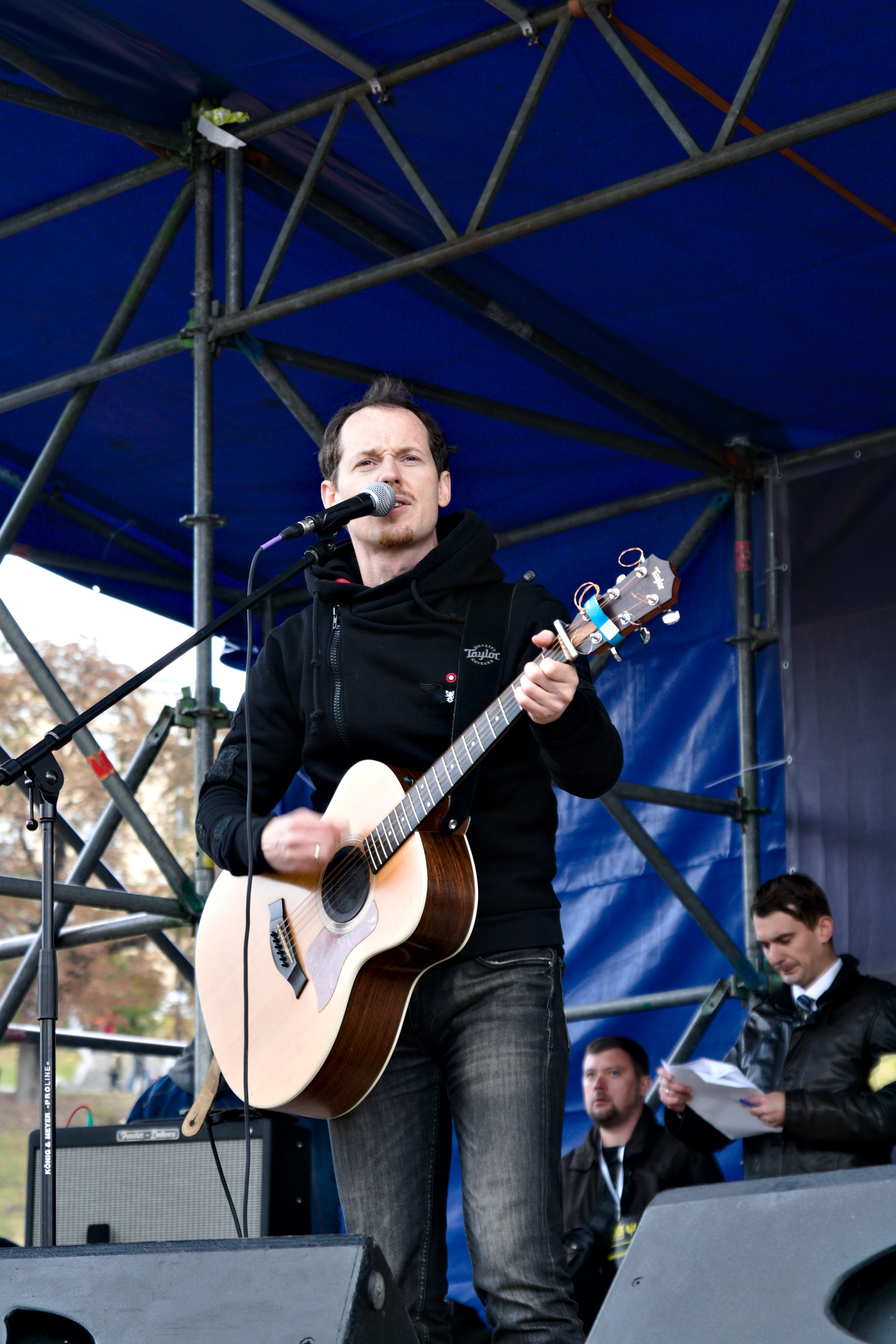
Сергій Василюк на акції
Ні капітуляції!, 6 жовтня 2019 року

Сергій Василюк народився 9 червня 1983 року в Києві. Зростав і провів свої перші 18 років у самому центрі Києва — на Лютеранській, 6. Виховувався в патріотичній українській родині. З ранніх шкільних років цікавився українською історією, народознавством та географією. Також захоплювався музикою та співами: неодноразово виступав солістом на святкових шкільних заходах. В старших класах звернув увагу на екологічну ситуацію в Україні, разом з друзями почав приділяти значну увагу охороні природи: в 1998 році Сергій був ініціатором очищення малих річок та парків у Києві та Василькові, боровся проти пожеж у заплавних луках Дніпра поблизу селища Осокорки.
Вищу освіту Сергій здобув 2005 року в Національну педагогічному університеті ім. Драгоманова зі ступенем магістра, з правом викладати географію та англійську мову. Магістерська робота Сергія мала назву «Історія формування державного кордону України».
З початку повномаштабного вторгнення служить у лавах ЗСУ, є стрільцем 130-ї батальйону 241-Ї бригади тероборони. Спочатку війни виконував бойові задачі піхотинцем на Харківщині, пізніше був мінометником та аеророзвідником на Бахмутському напрямку. На момент травня 2025 року представляє РУБпАК "Вирій" на Запорізькому напрямку та час від часу влаштовує благодійні концерти, де збирає кошти на допомогу армії . 18 червня 2025 року нагороджений заохочувальною медаллю оперативного угруповання військ «Таврія» «За заслуги» бригадним генералом Михайлом Сидоренком.

## Погляди та вподобання
Захоплюється етнографією, історією, краєзнавством.
З початку 2000-х Сергій товаришує з багатьма патріотичними організаціями, зокрема, з 2003 року був членом ВМГО «Молода Просвіта», Союзу гетьманців-державників та МНК, бере участь в різноманітних акціях соціального, природоохоронного та національно-виховного характеру. Серед них виступ 2010 року на Майдані Незалежності під час страйку підприємців, а також на Європейській площі Києва в захист української мови.
Захоплюється запорізьким козацтвом, рухом національного відродження та визвольними змаганнями українського народу в ХХ сторіччі. Щороку відвідує холодноярську землю, як особливий символ нескореності наддніпрянських українців.
Вважає, що любов до України насамперед прищепили батько Юрій Василюк, гурт «Скрябін» (раннього періоду) та репетитор з української Наталія Миколаївна Кадоб'янська.

## Музична діяльність

### Тінь Сонця
Влітку 1999 року, по завершенні 10-го класу разом із двоюрідним братом Олексієм Василюком створює рок-гурт «Тінь Сонця». Навчаючись у НПУ ім. Драгоманова, усі зусилля спрямовує на становлення гурту. В березні 2002 року завершується робота над першим альбомом «Святість віри», до якого увійшли пісні різних жанрів, найвідомішою з них з часом стала композиція «Де зорі нагадують тебе» авторства Сергія.
Після деякої творчої паузи, а радше «перезавантаження», Сергій, надихнувшись українським музичним фольклором та водночас хеві-металом, починає працювати над симбіозом здавалось би непоєднуваного у «Тінь Сонця». Безумовно, на цей процес вплинули «Iron Maiden», «Gods Tower», «Алиса», «Кому Вниз», «Вій» та бандурист Василь Жданкін.
У 2003—2004 роках гурт стрімко здобуває популярність в патріотичних українських колах і створює власний жанр «козацький рок».
Із 2007 року гурт починає активно гастролювати по українським фестивалям, а також у Білорусі та Польщі.

### Сольна творчість
Із 2009 року Сергій активно практикує й сольні виступи як бард.
Із того ж часу Сергій почав свою співпрацю з історичним клубом «Холодний Яр», відвідуючи більшість його акцій та заходів.
2010 року видав свій перший сольний альбом «Сховане обличчя» і здійснив другий тур Україною, взявши крім того участь у багатьох інших заходах, з-поміж яких виступ на Майдані Незалежності під час страйку підприємців.
2012 року Сергій презентував у Києві авторський мистецько-просвітницький проект «Видатні українці», який ставить собі за мету відкрити сучасній молоді більше славетних українських імен. 31 березня 2012 року виступив режисером та ведучим великої просвітницької акції ВО «Свобода» «Творці української традиції», присвяченої Тарасу Шевченку, Миколі Лисенку та Миколі Міхновському.

## Дискографія
- Сховане обличчя (2010)
- Пісні Книги Джунглів (2011)

## Публікації
- «Мову обізвали наріччям?» [Архівовано 27 листопада 2010 у Wayback Machine.]
- «Відкритий лист усім патріотичним організаціям України»

## Політична діяльність
На початку 2012 року вступає до лав ВО «Свобода». На виборах до Верховної Ради України того ж року, Сергій балотується на 102 мажоритарному окрузі, що на Кіровоградщині, як єдиний узгоджений кандидат від опозиційних сил. Програє «регіоналу» Олександру Єдіну, тим не менш, здобуває другий результат з-поміж мажоритарників, набравши майже 20 % голосів.
Потому бере участь у виборах до Київради 2013 та 2014 року, проте безуспішно.
5 листопада 2019 року разом із давнім другом, народним депутатом 8-го скликання Юрієм Левченком та його найближчими політичними побратимами покидає ВО «Свобода» і невдовзі стає співзасновником нової політичної сили «Народовладдя». Був кандидатом до київської міської ради 2020 року від партії «Народовладдя», але партія не подолала виборчий бар'єр.